# Ієн Міллс (ватерполіст)
Ієн Міллс (англ. Ian Mills, 1945) — австралійський ватерполіст.
Учасник Олімпійських Ігор 1964, 1976 років.